# Responsabilité du fait des animaux
En droit civil, la responsabilité du fait des animaux est la responsabilité du maître pour les dommages causés par les animaux dont il est le propriétaire ou dont il se sert. 

## Les conditions d’application en droit français

### Dispositions applicables
En droit français, l’article 1243 (article 1385 jusqu'à la réforme du droit des obligations de 2016) du Code civil dispose que « Le propriétaire d'un animal, ou celui qui s'en sert, pendant qu'il est à son usage, est responsable du dommage que l'animal a causé, soit que l'animal fût sous sa garde, soit qu'il fût égaré ou échappé. » : il faut que l’animal ait causé un dommage (l’existence d’un dommage est une condition de la responsabilité).

#### La personne responsable
La jurisprudence pose un principe fort simple : c’est le propriétaire de l’animal qui est responsable des agissements de celui-ci. Si l’animal se sauve et s’égare, le propriétaire est-il encore responsable des dommages que l’animal a causé ? La jurisprudence a clairement répondu oui, on reste pleinement responsable des dégâts que l’animal a causé.
On peut perdre la qualité de responsable si on transfère l’usage de l’animal, c'est-à-dire qu’on a confié cet animal a quelqu’un qui était en mesure d’en assumer la garde (pour apprécier cela, il n’y a pas de principe fixe cela relève du pouvoir souverain des juges du fond).
Si le dommage est causé par une pluralité d'animaux, tous les gardiens sont responsables. Cette responsabilité tombe si l'un d'eux prouve l'innocence du sien.

#### Les animaux
L’animal domestique pour le droit est un "être doué de sensibilité" (loi 16 février 2016 → article 515-14 du code civil), mais est soumis au régime juridique des biens. Quant à l'animal sauvage, il est une "res nullius", c'est-à-dire une chose sans propriétaire, au sens de notre code civil. Un animal sauvage peut néanmoins devenir un animal domestique, et tous les animaux peuvent engager la responsabilité de leur propriétaire.
La question s’est posée si les animaux déambulant sur notre terrain pouvaient engager notre responsabilité : est-ce que ces animaux dont on n’est pas propriétaire peuvent engager notre responsabilité ? La réponse de principe est négative, on n’est pas responsable de ces animaux, le gibier n’est pas une chose appropriée. Dans certaines hypothèses néanmoins, quelques propriétaires ont pu être poursuivis pour avoir laissé pulluler sur leurs terrains un nombre très important d’animaux.

### Les possibilités d’exonération
C’est une responsabilité sans faute, de plein droit. Les conditions d’exonération du gardien sont donc les mêmes que pour les choses, avec les mêmes ambiguïtés sur l’exonération partielle en raison de la faute de la victime ou d’un tiers, sauf que la jurisprudence est moins fournie sur la responsabilité des animaux (Cass 2003 : la présomption de responsabilité cède devant le fait d’un tiers ou de la victime présentant les caractères d’irrésistibilité et imprévisibilité).

## En droit québécois
En droit québécois, la responsabilité pour le fait de l'animal est codifiée à l'article 1466 du Code civil du Québec : 

« Le propriétaire d’un animal est tenu de réparer le préjudice que l’animal a causé, soit qu’il fût sous sa garde ou sous celle d’un tiers, soit qu’il fût égaré ou échappé.
La personne qui se sert de l’animal en est aussi, pendant ce temps, responsable avec le propriétaire. »